# Rüschkanal
El Rüschkanal és un canal navegable en atzucac d'uns 800 metres a la riba esquerra de l'Elba al barri de Finkenwerder al port d'Hamburg a Alemanya, que connecta un port esportiu a l'Elba enfront del port de Teufelsbrück. És el canal més occidental d'Hamburg. Serveix de port esportiu. El seu nom prové del Rüschfleet (fleet = baix alemany per a braç lateral d'un riu) que van profitar per fer el canal.

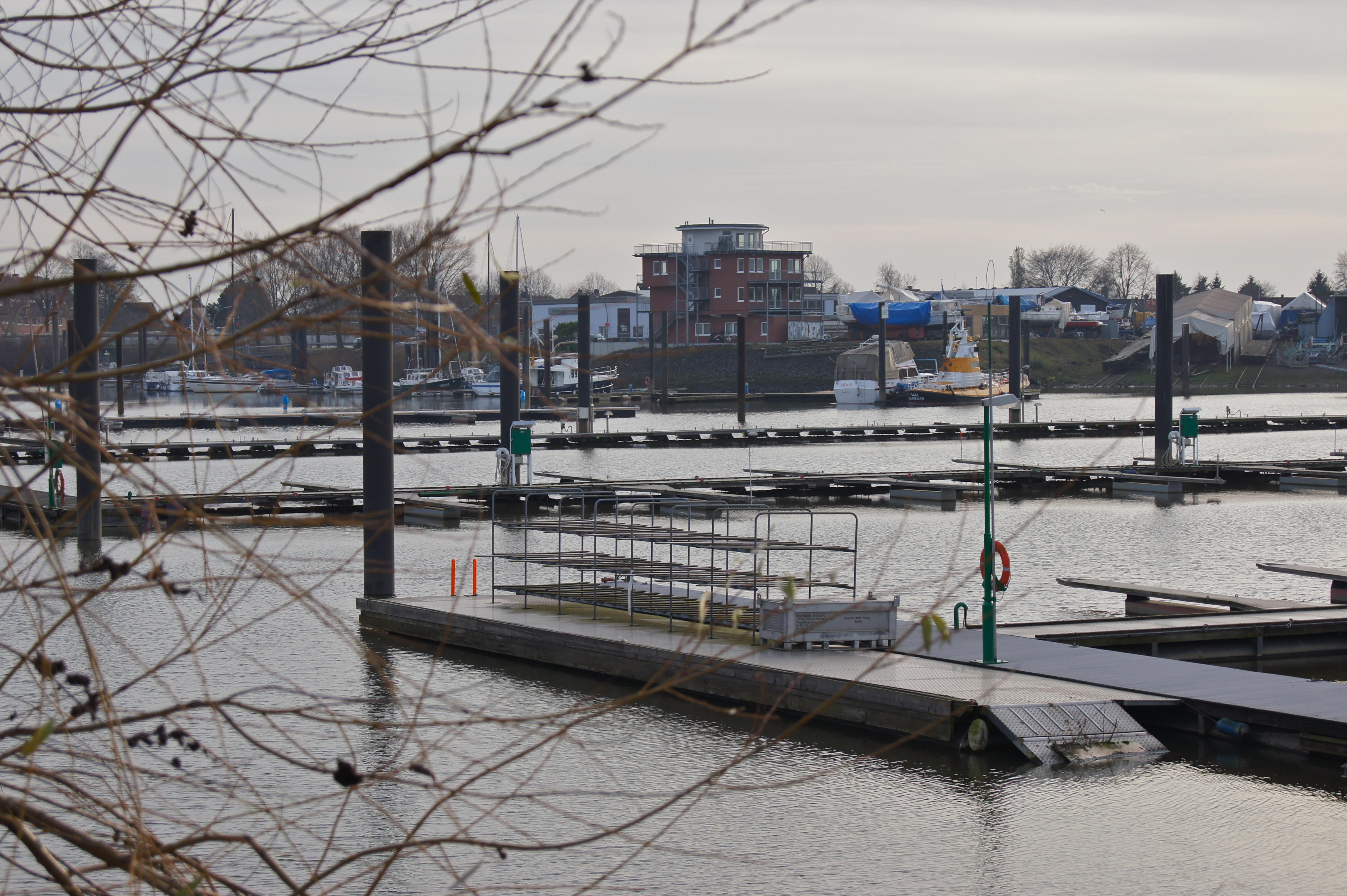
El port esportiu i al segon pla la capitania

El canal que originalment era recte va obtenir la seva forma tortuosa actual per què la seva desembocadura a l'Elba es va haver de desplaçar a l'est, per la construcció de la nova pista d'aterratge d'Airbus.

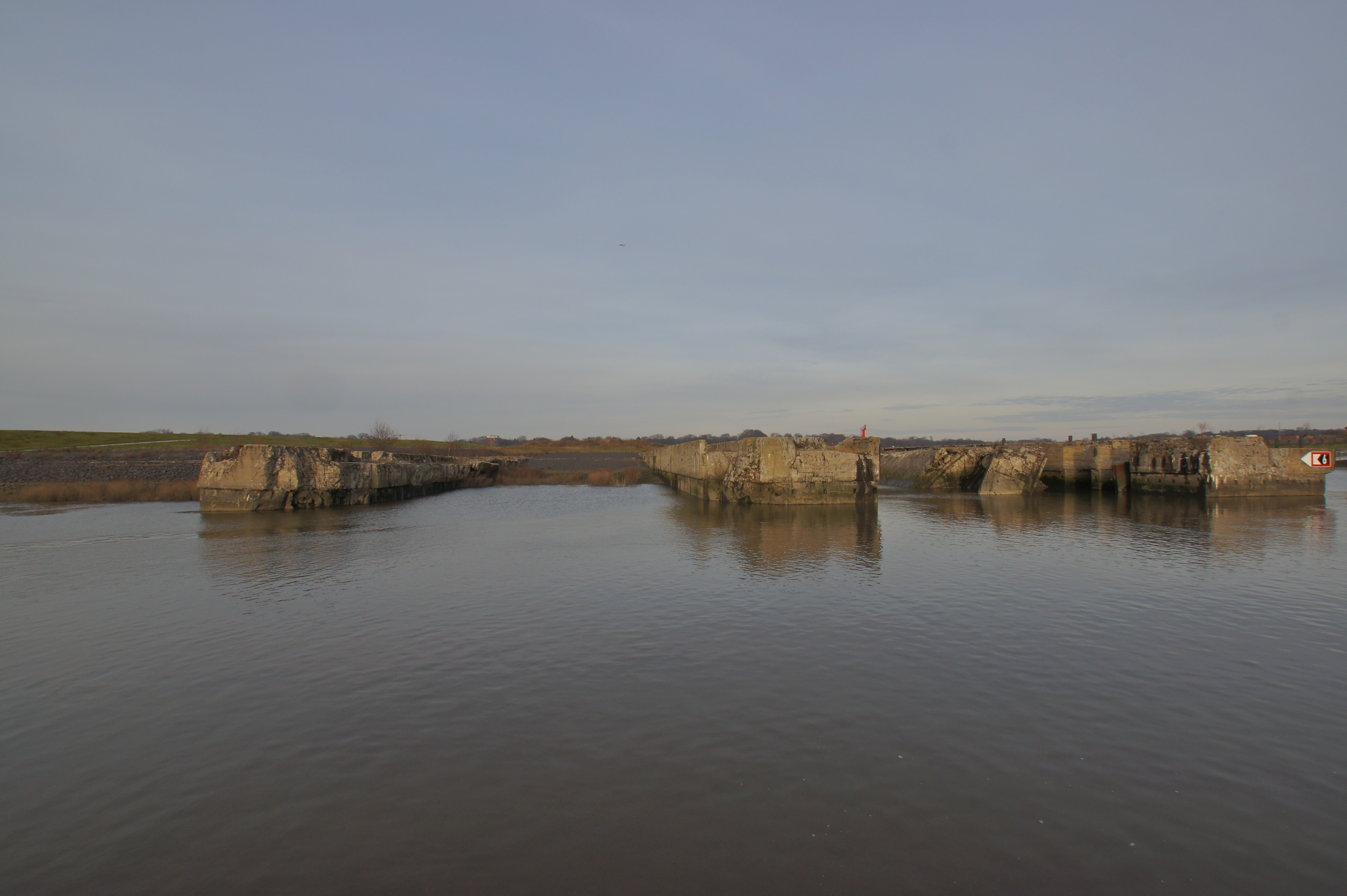
Les restes del búnquer

Al seu marge nord es troben les ruïnes del búnquer-drassana Fink II de la Deutsche Werft (=drassana d'Alemany) construït a la Segona Guerra Mundial entre 1940-1941 per presoners polítics, deportats i presoners d'una dependència del camp de concentració de Neuengamme, dels quals centenars van morir per les condicions de treball dolentíssimes. Tenia cinc cambres que podien rebre fins a deu U-Boots sota un teulat de formigó d'un gruix de tres metres. La instal·lació va ser bombardejada de març a abril 1945 i després de la guerra, les forces britàniques van fer saltar-la, però tret del teulat, la construcció va adverar-se indestructible. Després del tancament de la drassana el 1973 va ser terraplenat. A la construcció de la pista d'aterratge de la fàbrica d'Airbus el 2004, les restes van ser retrobades. En adverar-se indestructibles, després de molta controvèrsia va decidir-se de transformar-les en monument de cuitament (en alemany: Mahnmal).

## Galeria

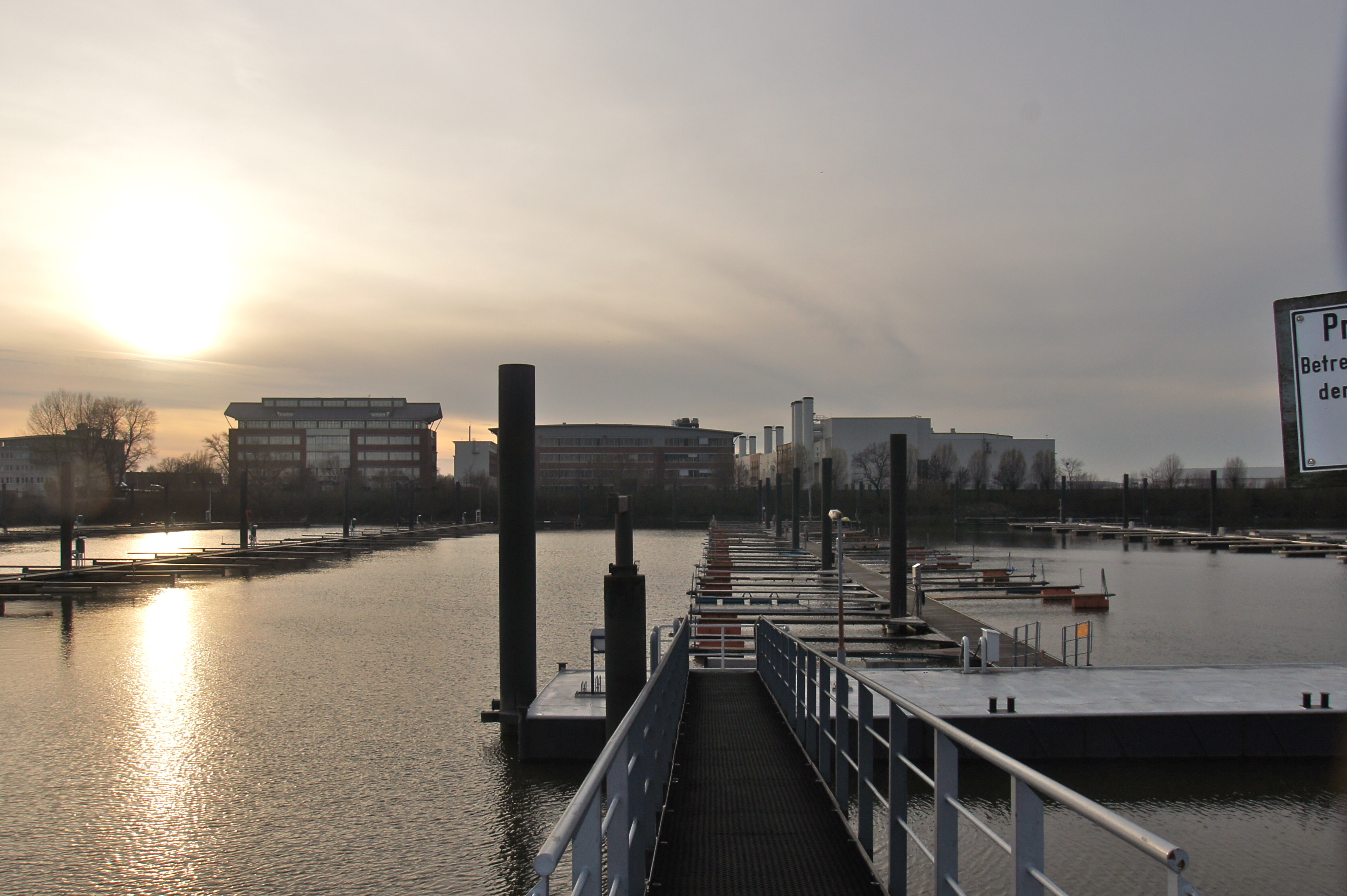
El port esportiu en direcció oest
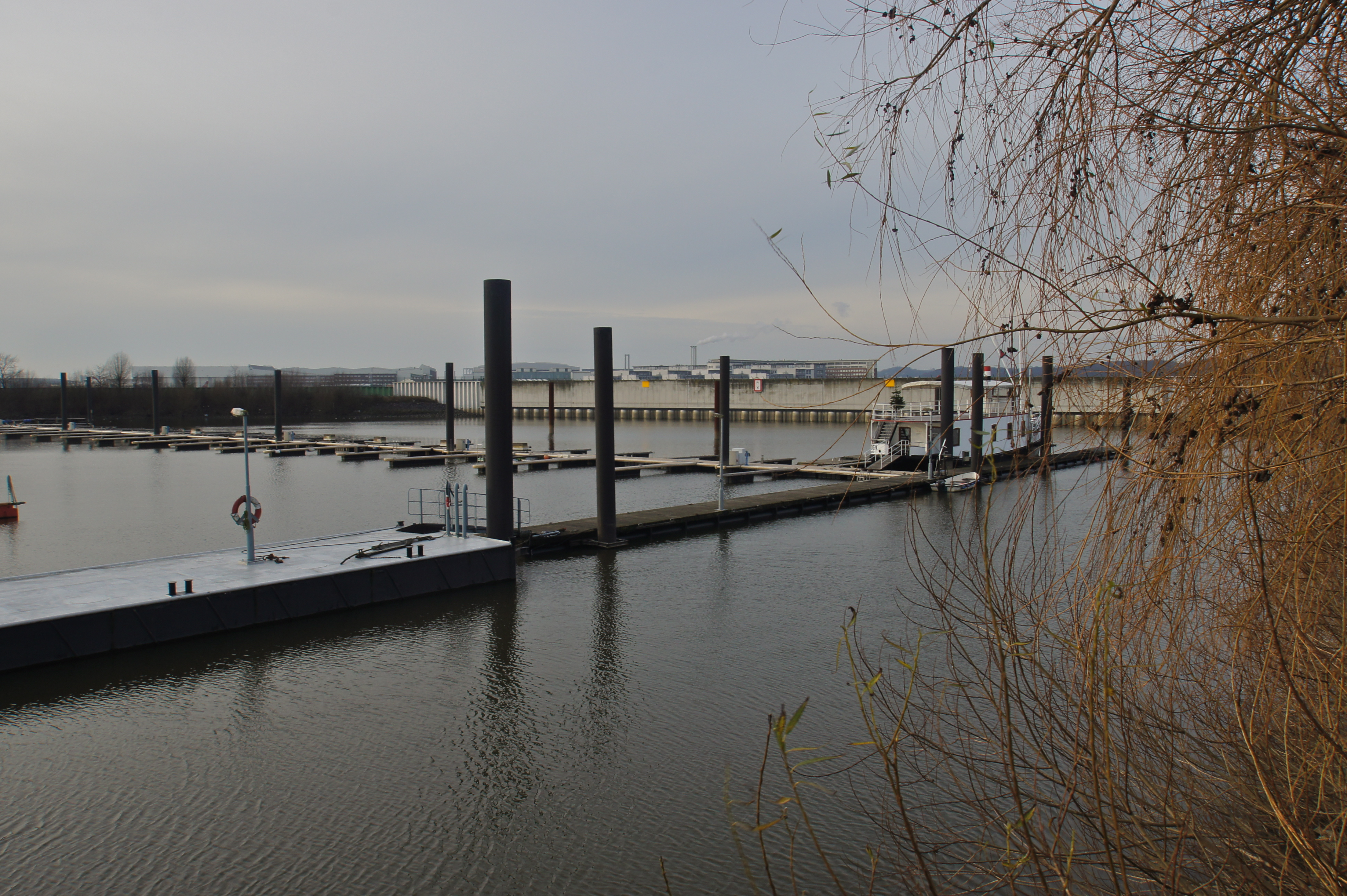
El port en direcció de la fàbrica d'Airbus
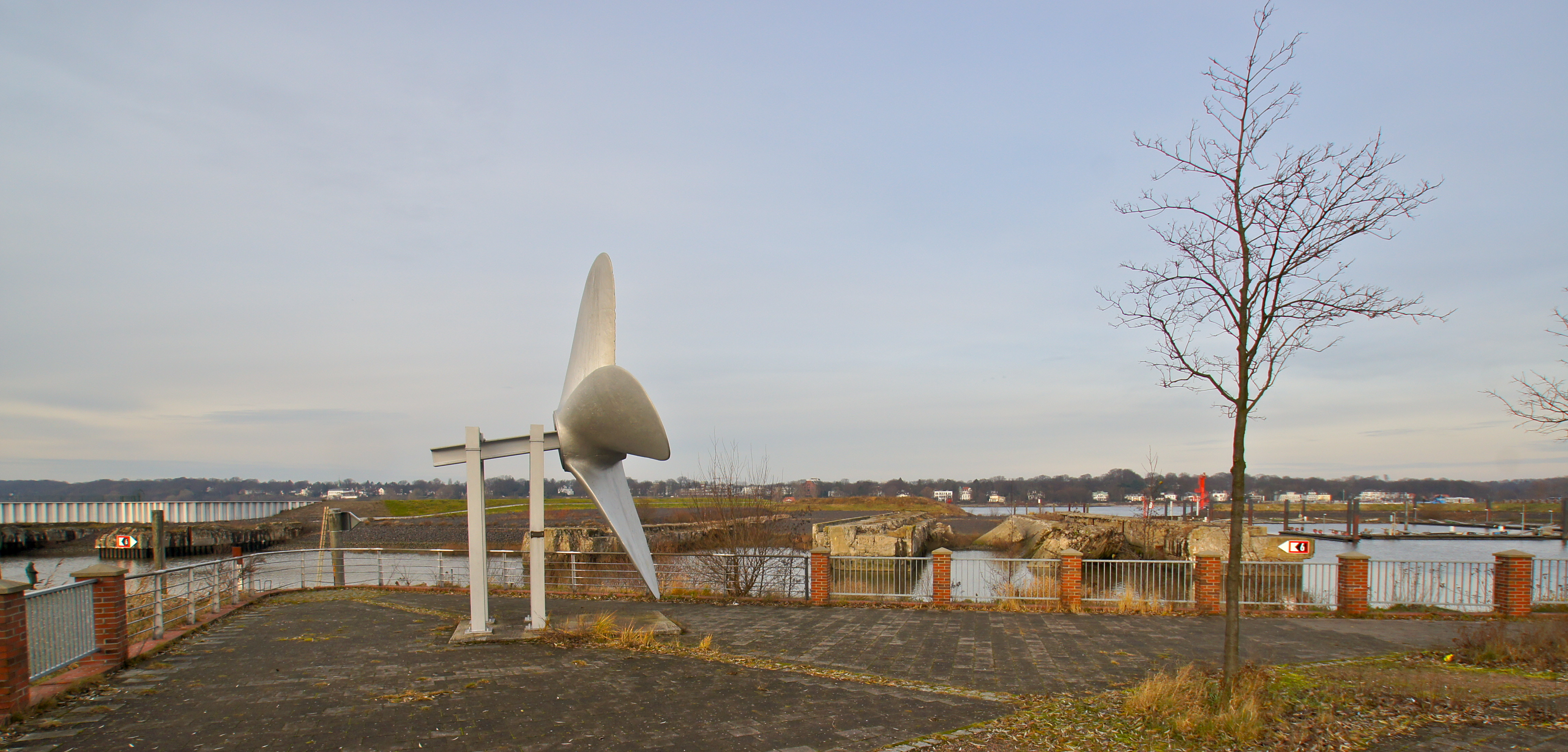
El canal, el búnquer i al segon pla, el barri de Nienstedten a l'altra riba de l'Elba
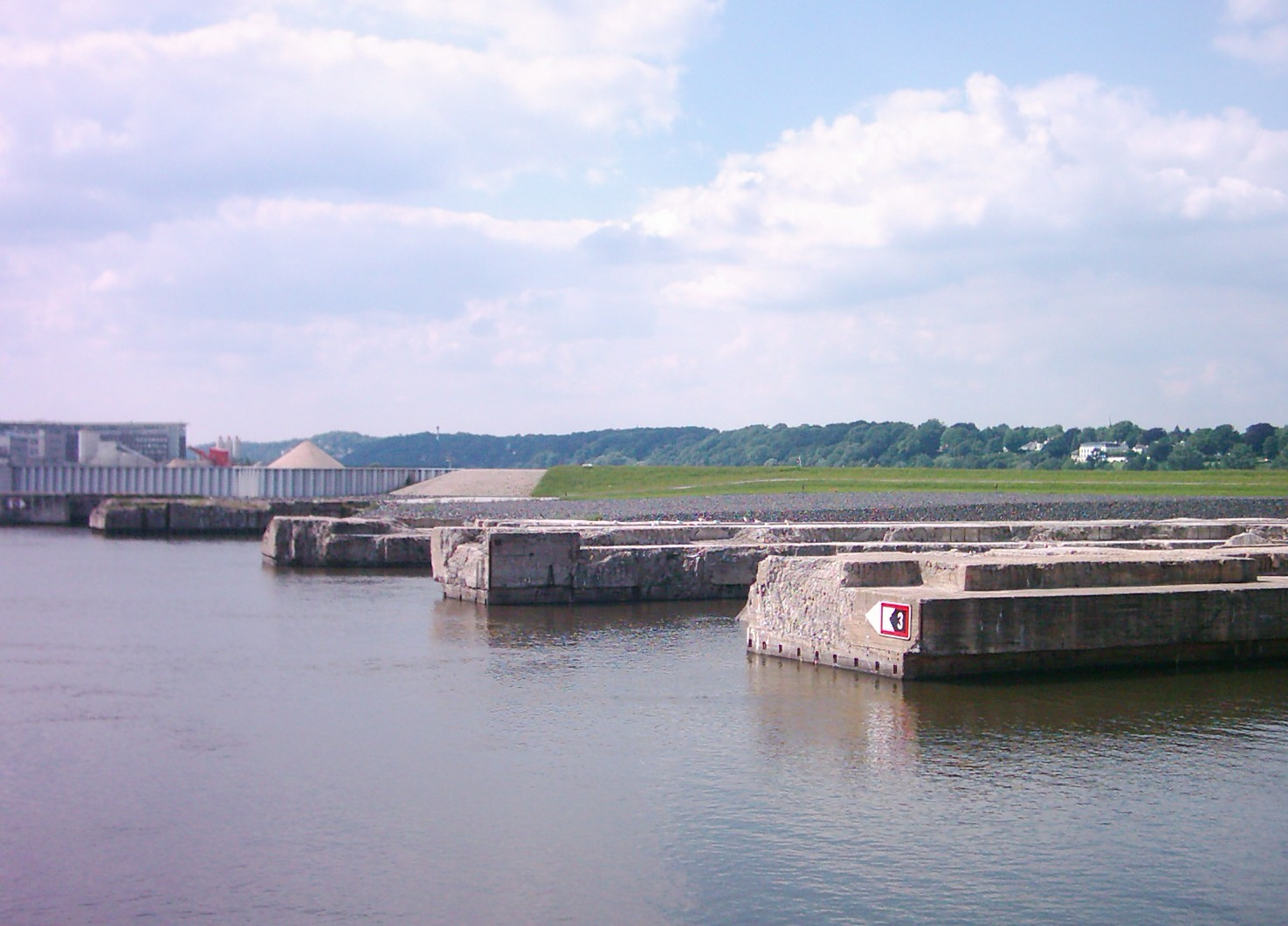
El canal en direcció oest i el búnquer